# Шомонт ан Вексен
Шомонт ан Вексен (фр. Chaumont-en-Vexin) насеље је и општина у североисточној Француској у региону Пикардија, у департману Оаза која припада префектури Бове.
По подацима из 2011. године у општини је живело 3082 становника, а густина насељености је износила 166,24 становника/km². Општина се простире на површини од 18,54 km². Налази се на средњој надморској висини од 69 метара (максималној 144 m, а минималној 57 m).

## Демографија
| 1962. | 1968. | 1975. | 1982. | 1990. | 1999. | 2011. |
| ----- | ----- | ----- | ----- | ----- | ----- | ----- |
| 1.818 | 1.889 | 2.027 | 2.697 | 2.965 | 3.078 | 3.082 |

График промене броја становника у току последњих година

## Партнерски градови
- Бад Цвестен